# Moskova
Pour les articles homonymes, voir Moskova (homonymie).
La Moskova (autrefois orthographiée Moskva en français, en russe : Москва, Moskvá ou Москва-река, Moskvá-reká, « Moskova-rivière », pour distinguer la rivière de la ville) est une rivière de Russie et un affluent de l'Oka, donc un sous-affluent du fleuve Volga.
Moskva, Moskova et Moscou sont trois transcriptions d'un même mot russe : Москва (Moskva). Le nom de la ville de Moscou est emprunté à celui de la rivière.
La bataille de la Moskova, que les Russes appellent « bataille de Borodino » (près de Mojaïsk), fait référence à la rivière qui coule non loin du champ de bataille.

## Géographie

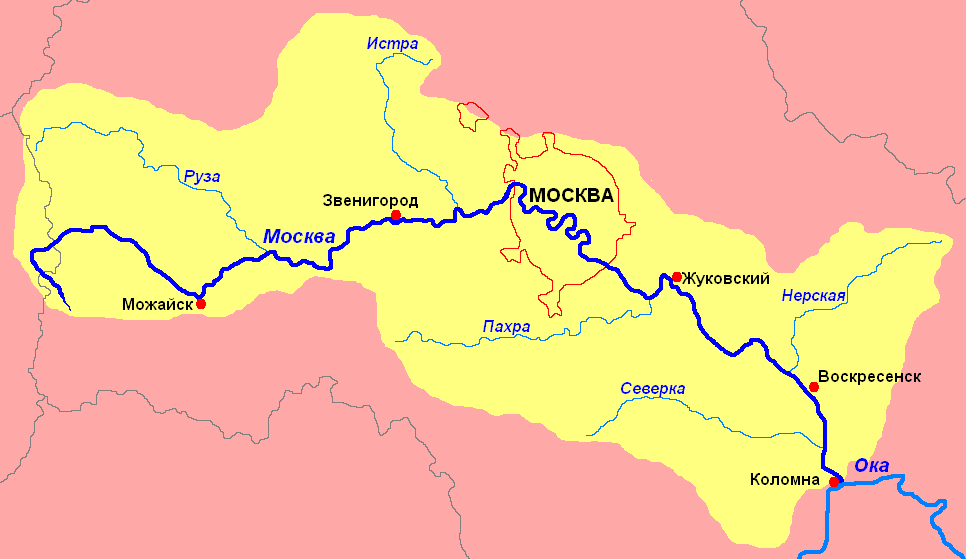
Carte du bassin de la Moskova (Москва).

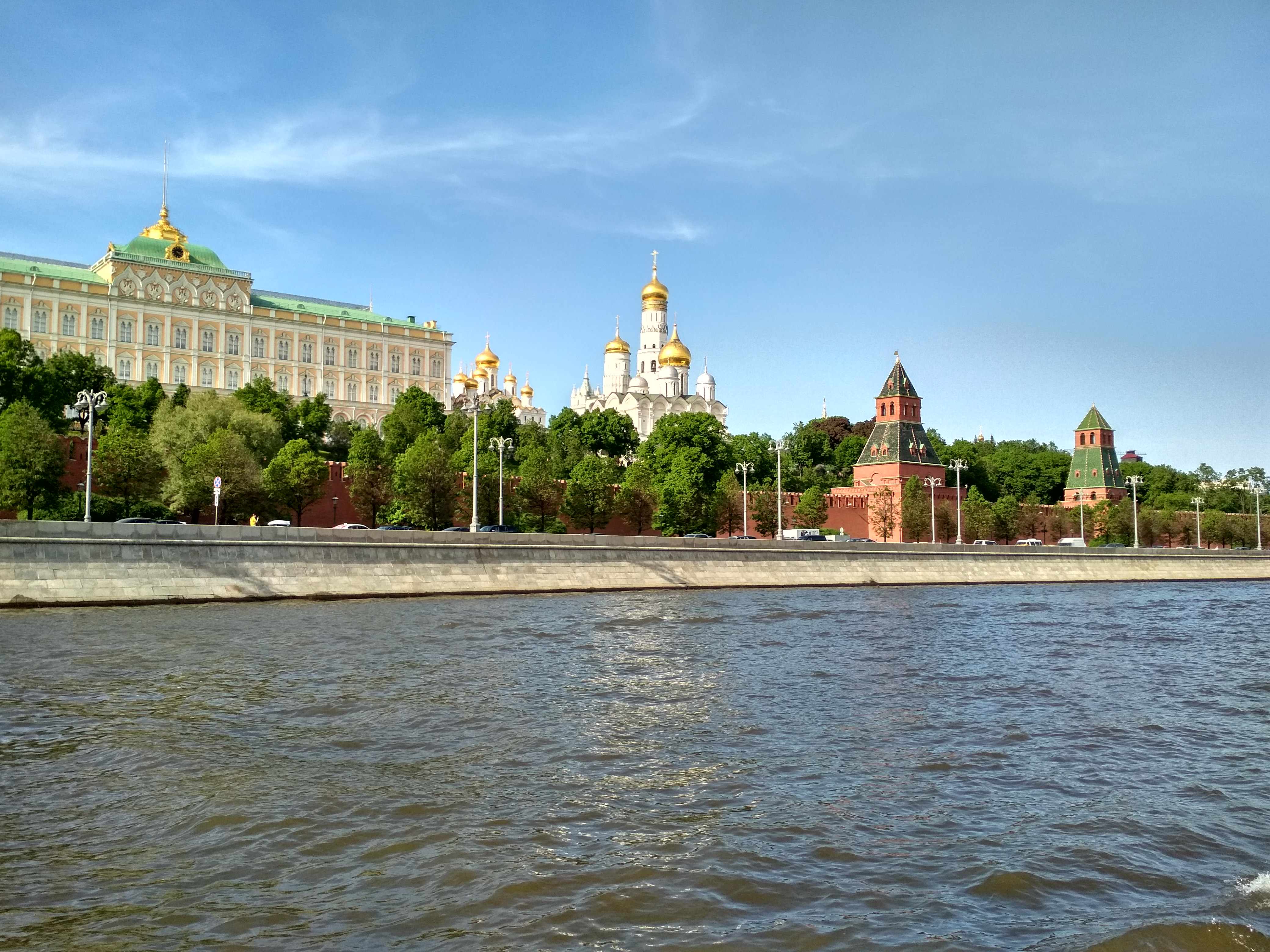
Rivière Moskova près des murs du Kremlin.

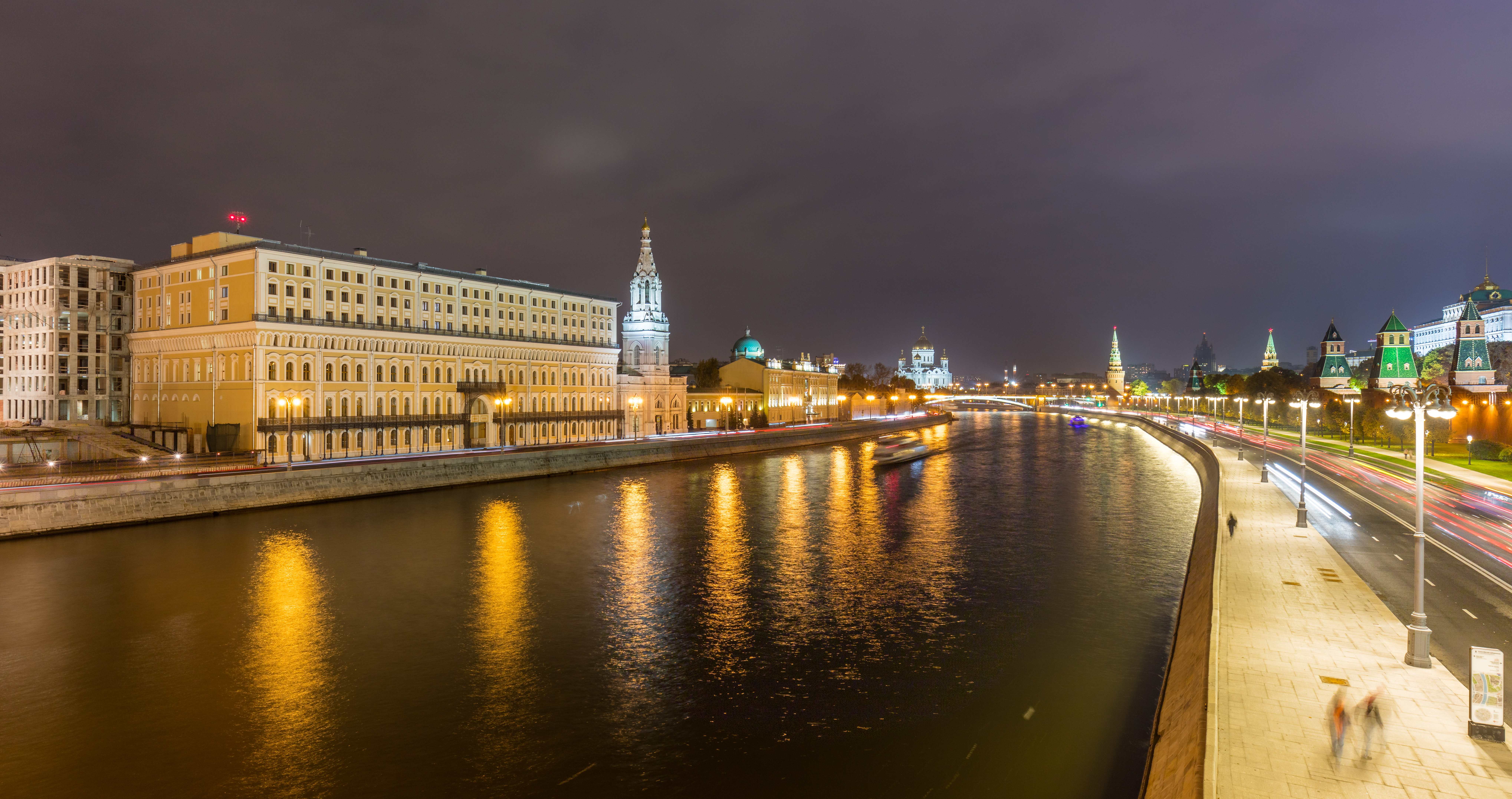
La Moskova à Moscou. Octobre 2016.

Elle traverse Moscou. Le cours de la rivière est long de 502 km. Le bassin hydrographique de la Moskova s'étend sur 17 600 km2. La rivière gèle vers novembre-décembre et dégèle vers la fin du mois de mars.
La Moskova arrose aussi les villes de Mojaïsk, Zvenigorod, Joukovski, Bronnitsy, Voskressensk et, à la jonction de la Moskova et de l'Oka, Kolomna.

## Affluents
Ses principaux affluents sont les rivières :
- Rouza (rg), 145 km
- Istra (rg), 113 km
- Iaouza (rg), 48 km
- Pakhra (rd), 135 km
- Severka.

## Hydrologie
Le canal de Moscou, reliant la Moskva et la Volga, fut construit au cours du deuxième plan quinquennal soviétique (1932-1937).
On estime que le volume des eaux de la rivière est dû au dégel à raison de 61 %, 12 % provenant des pluies et 27 % étant d'origine phréatique. Depuis la construction du canal de Moscou, le débit de la Moskova comprend une partie des eaux de la Volga supérieure. Auparavant, l'approvisionnement en eau était interrompu lors des sècheresses estivales. D'anciens réservoirs construits en 1785, 1836 et 1878 ne suffisaient plus.
Le débit interrannuel moyen ou module de la Moskova, y compris les eaux prélevées sur la Volga, est de 38 m3/s près de Zvenigorod et de 150 m3/s au niveau de son confluent avec l'Oka[réf. souhaitée].